# Courage My Love
Courage My Love é uma banda de rock de Kitchener, Ontário, Canadá. Formada em 2009, a banda é formada pelas irmãs gêmeas Mercedes Arn-Horn e Phoenix Arn-Horn, além do baixista Brandon Lockwood.

## História
O grupo foi descoberto em uma batalha das bandas em Stratford, Ontário, no início de 2010,  e logo foi assinado com a Warner Music Canada.  Eles tiraram o nome da banda de uma citação no filme Things to Come, de H.G. Wells. 
O grupo são as irmãs gêmeas Mercedes e Phoenix Arn-Horn, que são treinadas classicamente em voz, piano, violão e violoncelo.  O baixista Brandon Lockwood foi recrutado em 2013, depois que o baixista original David Blake-Dickson decidiu se afastar da banda, por motivos pessoais. 
Em 2012, eles foram nomeados uma das 100 melhores bandas que você precisa conhecer pela Revista Alternative Press . Uma versão estendida do EP For Now foi lançada em 18 de julho de 2012, no Grizz Rhythms / Spinning.
Para promover o seu terceiro EP, Becoming, a banda produziu um programa de realidade virtual de seis partes, "The (Un) Real Lives of Courage My Love", lançado no canal do YouTube da banda. 
Em agosto de 2013, eles foram apresentados na capa da revista Canadian Musician.  O artigo destacou a abordagem da banda para obter sucesso na nova indústria da música, utilizando a mídia social para interagir com fãs de todo o mundo. 
A banda foi indicada ao 'Breakthrough Group of the Year' no Juno Awards de 2014. 
Em 11 de fevereiro de 2015, Courage My Love assinou com a gravadora independente baseada em Ohio, InVogue Records. Courage My Love mais tarde relançou Becoming como um álbum completo da InVogue Records em 24 de março de 2015. 
A banda também participou do primeiro álbum de compilação de Natal da InVogue Records, Happy Holidays, I Miss You. Eles contribuíram com a capa do Last Christmas originalmente da banda inglesa Wham! lançado no Ação de Graças de 2016.
Em 2017, a banda lançou seu segundo álbum, Synesthesia, pela Warner Canada. 

## Membros da banda

### Membros atuais
- Mercedes Arn-Horn - vocal, guitarra (2009-presente)
- Phoenix Arn-Horn - bateria, teclado, vocais de fundo (2009 – presente)
- Brandon Lockwood - baixo, vocal de apoio (2013 – presente)

### Ex-membros
- David Blake-Dickson - baixo, vocal de apoio (2009-2012) [12]

## Prêmios e indicações
| Premiação   | Ano  | Trabalho                        | Categoria                      | Resultado |
| ----------- | ---- | ------------------------------- | ------------------------------ | --------- |
| JUNO Awards | 2014 | Becoming (EP) - Courage My Love | Breakthrough Group of the Year | Indicado  |

## Discografia

### Álbuns de estúdio
- 2015: Becoming
- 2017: Synesthesia

### EPs
- 2011: For Now
- 2012: For Now (Acoustic Sessions)
- 2013: Becoming (EP)
- 2014: Spirit Animal
- 2014: Skin and Bone

### Singles
- Kerosene (2015)
- Remission (2018)
- Teenagers (2019)
- Teenagers (reimagined) (2019)
- Harlequin Romance (2019)
- Harlequin Romance (reimagined) (2019)
- Slow Motion (2019)

### Outras aparições
- 2016: Happy Holidays, I Miss You - Last Christmas (Wham! cover)

## Clipes
- "I'll Be Home for Christmas" (2010)
- "Bridges" (2010)
- "OMG" (2011)
- "I Sell Comics" (2011)
- "Barricade" (2011)
- "Do You Hear What I Hear?" (2011)
- "Anchors Make Good Shoes (If You Have Issues)" (2011)
- "You Don't Know How" (2013)
- "Wolves" (2013)
- "Cold-Blooded" (2013)
- "Skin & Bone" (2014)
- "Kerosene" (2015)
- "Stereo" (2016)
- "Need Someone" (2017)
- "Animal Heart" (2017)
- "Tough Love" (2018)
- "Remission " (2018)
- "Teenagers" (2019)
- "Teenagers Reimagined" (2019)
- "Harlequin Romance" (2019)